# برکارات
برکارات (به ارمنی: Բերքառատ) یک روستا در ارمنستان است که در استان آراگاتسوتن واقع شده‌است. برکارات در ۵۴ کیلومتری شمال غرب آشتاراک، مرکز استان آراگاتسوتن واقع شده‌است.

## خصوصیات
برکارات ۹۲۵ نفر جمعیت دارد و در ۲۰۹۰ ارتفاع متر بالاتر از سطح دریا قرار گرفته‌است.
| سال   | ۱۸۹۷ | ۱۹۲۶ | ۱۹۳۹ | ۱۹۷۹ | ۲۰۰۱ | ۲۰۰۴ |
| جمعیت | ۵۰۱  | ۸۷۳  | ۱۱۳۱ | ۸۲۴  | ۹۲۵  | ۱۰۲۹ |